# Szczuroskocznik drobny
Szczuroskocznik drobny (Perognathus longimembris) – gatunek ssaka podrodziny szczuroskoczników (Perognathinae) w obrębie rodziny karłomyszowatych (Heteromyidae), występujący w Ameryce Północnej.

## Zasięg występowania
Szczuroskocznik drobny występuje w Stanach Zjednoczonych i Meksyku, na terytorium od południowo-wschodniego Oregonu i zachodniego Utah do północnych części meksykańskich stanów Sonora i Kalifornia Dolna Południowa (tamtejsza populacja jest bardzo mała). Podobnie jak inne szczuroskoczniki, żyje przeważnie na suchych równinach i terenach pustynnych. Zamieszkuje też nadbrzeżne suche zarośla i suche, okresowo zalewane tereny. Jest spotykany od poziomu morza do 1700 m n.p.m..
Zagrożony podgatunek P. l. pacificus, kalifornijski endemit, zamieszkuje tereny trawiaste i pokryte roślinnością twardolistną. Jego populacja znacząco zmalała na skutek zajmowania naturalnego środowiska przez ludzi; przez 20 lat był uznawany za wymarły, ale w 1993 roku odkryto populację liczącą mniej niż 40 osobników. Zagraża im drapieżnictwo ze strony dzikich i udomowionych kotów. Także podgatunek P. l. brevinasus znacząco zmniejszył liczebność wskutek utraty środowiska.
Zasięg występowania w zależności od podgatunku:
- P. longimembris longimembris – południowo-zachodnie Stany Zjednoczone (pustynia Mojave i Transverse Ranges, południowo-zachodnia Kalifornia).
- P. longimembris aestivus – północno-zachodni Meksyk (zachodnia podstawa Sierra de Juárez do Valle de la Trinidad, północna Kalifornia Dolna).
- P. longimembris arizonensis – południowo-zachodnie Stany Zjednoczone (południowo-środkowe Utah i północno-środkowa Arizona do południowo-wschodniej Nevady).
- P. longimembris bangsi – południowo-zachodnie Stany Zjednoczone (zachodnia pustynia Kolorado w południowej Kalifornii)
- P. longimembris bombycinus – południowo-zachodnie Stany Zjednoczone i północno-zachodni Meksyk (dolny bieg rzeki Kolorado w południowo-wschodniej Kalifornii, południowo-zachodnia Arizona, północno-wschodnia Kalifornia Dolna i północno-zachodnia Sonora).
- P. longimembris brevinasus – południowo-zachodnie Stany Zjednoczone (suche baseny przybrzeżne południowo-zachodniej Kalifornii).
- P. longimembris gulosus – zachodnie Stany Zjednoczone (wzdłuż zachodniej krawędzi dawnego plejstoceńskiego jeziora Bonneville w Wielkiej Kotlinie we wschodniej Nevadzie i zachodnie Utah).
- P. longimembris internationalis – południowo-zachodnie Stany Zjednoczone i północno-zachodni Meksyk (południowo-środkowa Kalifornia i przylegająca północno-środkowa Kalifornia Dolna).
- P. longimembris kinoensis – północno-zachodni Meksyk (nieliczny i ograniczony geograficznie wzdłuż Bahia Kino, zachodnia Sonora), prawdopodobnie wymarły.
- P. longimembris nevadensis – zachodnie Stany Zjednoczone (Wielka Kotlina w południowo-wschodnim Oregonie, północno-wschodnia Kalifornia i północno-środkowa Nevada).
- P. longimembris pacificus – południowo-zachodnie Stany Zjednoczone (równiny przybrzeżne od południowo-zachodniej Kalifornii do granicy Stany Zjednoczone-Meksyk).
- P. longimembris panamintinus – południowo-zachodnie Stany Zjednoczone (Wielki Kotlina w zachodniej Nevadzie i południowo-wschodnia Kalifornia).
- P. longimembris pimensis – południowo-zachodnie Stany Zjednoczone (rozproszony zasięg w południowo-środkowej Arizonie).
- P. longimembris salinensis – południowo-zachodnie Stany Zjednoczone (Salinas Valley, południowo-wschodnia Kalifornia).
- P. longimembris tularensis – południowo-zachodnie Stany Zjednoczone (dolina w górnym biegu rzeki Kern, południowo-środkowa Kalifornia).
- P. longimembris venustus – północno-zachodni Meksyk (znany tylko z miejsca typowego w San Agustín, w północno-środkowej Kalifornii Dolnej).

## Taksonomia
Gatunek po raz pierwszy naukowo opisał w 1875 roku amerykański zoolog Elliott Coues nadając mu nazwę Otognosis longimembris. Holotyp pochodził z Fort Tejon w górach Tehachapi w hrabstwie Kern w Kalifornii (Stany Zjednoczone).
P. longimembris należy do grupy gatunkej longimembris wraz z P. inornatus i P. amplus. Istniało zamieszanie dotyczące relacji i rozmieszczenia P. longimembris i P. inornatus. Analizy molekularne ujawniły 2-3 główne klady w obrębie P. longimembris, które są parafiletyczne w stosunku do P. inornatus. Autorzy Illustrated Checklist of the Mammals of the World rozpoznają szesnaście podgatunków.

### Etymologia
- Perognathus: gr. πηρα pēra „kieszeń, torba”; γναθος gnathos „żuchwa”[29].
- longimembris: łac. longus „długi”; membrum, membri „kończyna”[30].
- aestivus: łac. aestivus „letni”, od aestas, aestatis „lato”[30].
- arizonensis: Arizona, Stany Zjednoczone[30].
- bangsi: Outram Bangs (1862–1932), amerykański zoolog[31].
- bombycinus: łac. bombycinus „jedwabisty, z jedwabiu”, od bombyx „jedwab”, od gr. βομβυξ bombux, βομβυκος bombukos „jedwabna szata”[30].
- brevinasus: łac. brevis „krótki”[32]; nasus „nos”[33].
- gulosus: łac. gulosus „żarłoczny”, od gula „obżarstwo”[30].
- internationalis: nowołac. internationalis „międzynarodowy”, od łac. inter „pomiędzy”; nowołac. nationalis „krajowy, narodowy”[34].
- kinoensis: Bahio Kino, Stany Zjednoczone.
- nevadensis: Nevada, Stany Zjednoczone[30].
- pacificus: łac. pacificus „spokojny, pokojowy”, od pax, pacis „pokój”; facere „robić”[30].
- panamintinus: Panamint Range, Kalifornia, Stany Zjednoczone.
- pimensis: hrabstwo Pinal, Arizona, Stany Zjednoczone.
- salinensis: Salinas Valley, Kalifornia, Stany Zjednoczone.
- tularensis: hrabstwo Tulare, Kalifornia, Stany Zjednoczone.
- venustus: łac. venustus „piękny, śliczny”, od venus „piękno”[30].

## Biologia

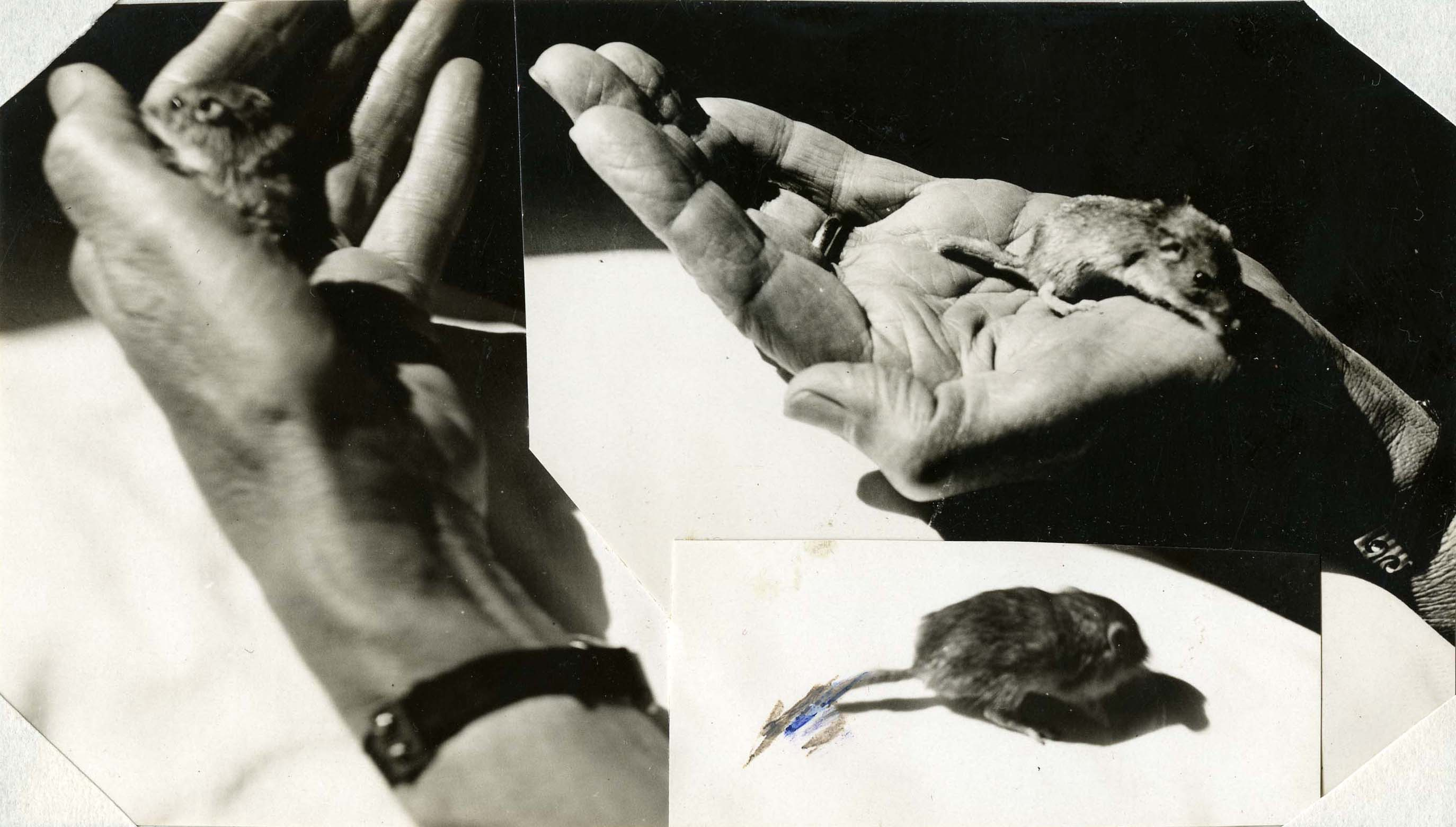
Osobnik podgatunku P. l. pacificus sfotografowany w początku XX wieku

Szczuroskocznik drobny prowadzi naziemny tryb życia, jest aktywny nocą, w ciągu dnia kryjąc się w norach. Żywi się głównie nasionami roślin i owadami, wiosną zjada zielone części roślin. Najchętniej kopie nory w piaszczystym gruncie, ale jest spotykany także na terenach pokrytych żwirem i kamienistych. Nory mają one korytarze o średnicy 1,5–2 cm i komory gniazdowe o szerokości 8 cm i wysokości 5 cm, położone na głębokości 52–65 cm pod powierzchnią. Gryzonie te są najaktywniejsze przez dwie godziny po zmroku, potem sporadycznie przez resztę nocy. Zapasy są gromadzone w torbach policzkowych i transportowane do nory.
Rozmnaża się od stycznia do sierpnia, szczyt aktywności rozrodczej przypada na okres od marca do maja i jest zależny od temperatury otoczenia i dostępności pokarmu. Ciąża trwa 21–31 dni, w miocie rodzi się od 2 do 8 młodych (średnio 4,3). Samica typowo wydaje na świat jeden miot rocznie. Kolejne pokolenie rodzi się średnio co 2–3 lata. Młode przestają ssać mleko matki w wieku 30 dni, samice są zdolne do rozrodu w wieku 50 dni, a samce 150 dni.
Są to małe gryzonie; długość ciała (bez ogona) średnio 58 mm, długość ogona średnio 74 mm, długość ucha średnio 7 mm, długość tylnej stopy średnio 19 mm; masa ciała 7–12 g. Nie występuje dymorfizm płciowy.
Dzięki bardzo efektywnemu wykorzystaniu energii i wody zwierzę to może zamieszkiwać najsuchsze części Ameryki Północnej. Szczuroskocznik drobny nie musi pić wody, wystarczającą ilość uzyskuje z pożywienia w procesach metabolicznych. Kał i mocz zwierzęcia zawierają bardzo mało wody, co zmniejsza jej straty. Gryzonie te preferują najgorętsze dostępne środowiska, stwierdzono, że bez większych problemów przeżywają miesiąc w temperaturze otoczenia równej 35 °C. Latem przebywają w płytszych częściach systemu nor, zimą schodzą w głębsze partie, gdzie jest cieplej. Zimowe miesiące spędzają pod ziemią, często w stanie torporu, z obniżoną temperaturą ciała i tempem metabolizmu, żywiąc się zapasami nasion.
Występują sympatrycznie z wieloma innymi pustynnymi gryzoniami. Do drapieżników polujących na szczuroskoczniki należą węże, sowy i drapieżne ssaki, w tym gryzonie z rodzaju Onychomys.

## Loty kosmiczne
W 1972 roku pięć szczuroskoczników drobnych brało udział w misji Apollo 17 w ramach eksperymentu Biocore na pokładzie modułu dowodzenia. Zostały one wybrane m.in. ze względu zdolność przetrwania bez wody pitnej i tolerancję wysokich temperatur. Eksperyment miał na celu ocenę zagrożenia przez promieniowanie poza atmosferą ziemską i gryzonie miały plastikowe dozymetry umieszczone pod skórą głowy (nie miało to szkodliwych efektów). Zostały one umieszczone w cylindrycznych pojemnikach, które zostały zaprojektowane tak, aby zminimalizować uderzenia zwierząt o ścianki w stanie nieważkości, ale też zapewniały im możliwość ruchu i jedzenia nasion w trakcie lotu. Wraz z astronautami okrążyły one Ziemię i Księżyc, po czym powróciły na Ziemię. Jeden gryzoń nie przeżył lotu. Dowódca Eugene Cernan opowiadał, że astronauci nazwali je żartobliwie „Fe, Fi, Fo, Fum i Phooey”.
Sześć innych szczuroskoczników drobnych poleciało na orbitę okołoziemską w misji Skylab 3 (w 1973 r.), dla zbadania wpływu lotu orbitalnego na rytm dobowy. Zginęły one w wyniku awarii zasilania, 30 godzin po starcie.

## Populacja
Gatunek ten jest pospolity, choć populacja w Kalifornii Dolnej Południowej jest bardzo mała. Nie są znane zagrożenia dla tego gatunku, jego liczebność jest stabilna, a obszar występowania nie jest znacznie podzielony. Chociaż szczuroskocznik drobny nie jest objęty ochroną gatunkową, na obszarze jego występowania znajdują się tereny chronione. Jest on obecnie uznawany za gatunek najmniejszej troski.